# Me-14 (Spanje)
De Me-14 is de voormalige naam van de PM-709, een verkeersweg op het Spaanse eiland Menorca. De weg verbindt de Luchthaven Menorca met de belangrijkste weg van het eiland, de Me-1. De weg is ongeveer 4 km lang en begint bij Maó en komt voor de luchthaven op een rotonde de Me-12 tegen.
Me-1 · Me-2 · Me-4 · Me-5 · Me-6 · Me-7 · Me-12 · Me-13 · Me-14 · Me-15 · Me-16 · Me-18 · Me-24